# Chenoise
Chenoise – miejscowość i dawna gmina we Francji, w regionie Île-de-France, w departamencie Sekwana i Marna. W 2016 roku populacja ówczesnej gminy wynosiła 1398 mieszkańców. 
W dniu 1 stycznia 2019 roku z połączenia dwóch ówczesnych gmin – Chenoise oraz Cucharmoy – powstała nowa gmina Chenoise-Cucharmoy. Siedzibą gminy została miejscowość Chenoise. 